# Alexandra Bastedo
Alexandra Bastedo (* 9. März 1946 in Hove, East Sussex, England; † 12. Januar 2014) war eine britische Schauspielerin.

## Leben
Bastedo begann ihre Filmkarriere 1963 in William Castles Hollywood-Thriller Kennwort Kätzchen. Obwohl Anschlussangebote vorlagen, kehrte sie auf Drängen ihrer Eltern zurück nach England. Dort spielte sie zunächst Fernseh- und kleinere Filmrollen, unter anderem in der Filmkomödie Casino Royale. Bekanntheit beim britischen Fernsehpublikum erlangte sie durch ihre Darstellung der Agentin Sharon Macready in der Fernsehserie The Champions, von der zwischen 1968 und 1969 30 Episoden entstanden. 1970 hatte sie in der Serie Codename eine der Hauptrollen, diese wurde jedoch bereits nach 13 Folgen eingestellt. Bis Ende der 1970er Jahre war sie regelmäßig in Film und Fernsehen aktiv, darunter Gastauftritte in Serien wie Department S, Jason King und Gene Bradley in geheimer Mission und in Filmrollen wie Inzest neben Romy Schneider und Donald Houston sowie Alle entführen Victoria mit John Candy. 1980 heiratete sie den Regisseur Patrick Garland und war in der Folge seltener vor der Kamera zu sehen. Garland verstarb im April 2013. Alexandra Bastedo starb an den Folgen einer Krebserkrankung.

## Filmografie (Auswahl)

### Film
- 1963: Kennwort Kätzchen (13 Frightened Girls!)
- 1965: L – Der Lautlose (The Liquidator)
- 1967: Casino Royale
- 1970: Inzest
- 1975: Der Ghul
- 1976: Alle entführen Victoria
- 2005: Batman Begins

### Fernsehen
- 1965: Simon Templar
- 1968–1969: The Champions
- 1969: Randall & Hopkirk – Detektei mit Geist (Randall & Hopkirk (Deceased))
- 1969: Department S
- 1970: Codename
- 1971: Jason King
- 1972: Gene Bradley in geheimer Mission (The Adventurer)
- 1988: Boon
- 1992: Absolutely Fabulous
- 2008: EastEnders